# アウクスブルク - ウルム線
アウクスブルク - ウルム線 (アウクスブルク - ウルムせん、ドイツ語: Bahnstrecke Augsburg-Ulm) はアウクスブルクとウルムを結ぶ、全長85 kmの幹線鉄道路線である。全区間は電化されており、ドイツ鉄道の路線番号は980である。この路線はかつてバイエルン・マクシミリアン鉄道に属し、ヨーロッパ横断輸送ネットワークの一部である。

## 歴史
1851年バイエルン王国はブレンナー線とオーストリア西部鉄道の東西鉄道連結線の構築を決定した。国家間契約は1850年4月25日ヴュルテンベルク王国と、1851年オーストリア帝国と締結された。一方1846年国有化されたミュンヘン - アウクスブルク鉄道もバイエルン・マクシミリアン鉄道に統合された。1853年9月と1854年5月、アウクスブルク - ウルム区間は二段階で開通された。路線距離は当時83.7 kmだった。1892年までこの路線は二番目の線路の追加で複線となった。1933年5月この路線はシュトゥットガルト - ウルム区間と一緒に電化された。

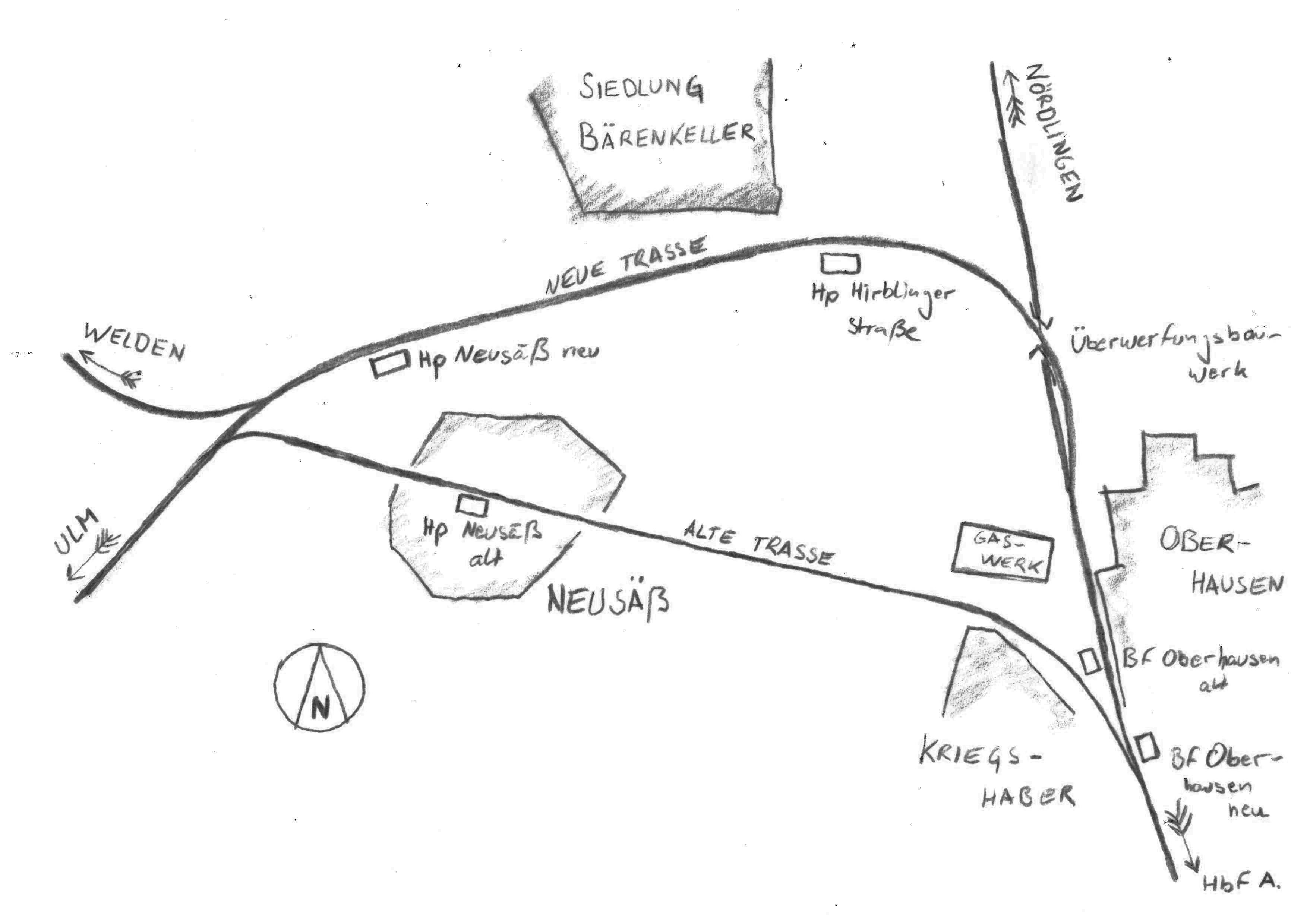
オーバーハウスゼン駅から分岐する旧線と新線（1940年ごろ）

1960年代中期既にウンターファールハイム - ディンケルシェルベン間の線路移設案が検討された。1970年のドイツ連邦鉄道の改修計画ではシュトゥットガルト - ウルム - アウクスブルク - ミュンヘンの別の高速線建設が含まれたが、ドイツ連邦交通計画1980 (Bundesverkehrswegeplan 1980) ではこのプロジェクトは企画されなかった。
ドイツ連邦交通計画1985ではプローヒンゲン - ギュンツブルク間の改良及び移設とギュンツブルク - アウクスブルクの改良工事が企画された。総費用は3億マルクで、70%以上の区間で200 km/hの運転が可能になる予定だった。
1987年5月ギュンツブルク - ウルム区間で改修工事が始まり、同年6月クッツェンハウゼンで線形改良を初めて行った。11ケ月の建設作業の後、線形改良が一次改修工事として終了した。1989年ゲッサーツハウゼンとディンケルシェルベンで改修工事が始まり、1992年アウクスブルク - ディンケルシェルベン区間には最高速度が200 km/hになった。1992年の秋まで総投資金額は2億マルクに至った。改修工事の過程で踏切の撤去、架空電車線の最適化、信号システムの更新が行われた。ディードルフ駅では島式ホームは相対式ホームに変更され、ディンケルシェルベン駅ではホームへ向かう地下道が新設された。ゲッサーツハウゼンでは線路が北のほうへ160 mまで移設され、駅舎は完全に移転・新築された。追い越し用線路のそばに新しい相対式ホームが設置され、IC及びICE列車が速度を落とさず駅を通過するのが可能になった。新しい電子式信号扱い所でディンケルシェルベンとヴェストハイム区間の列車通行が統制されることになった。
2010年頃ディンケルシェルベン駅、イェティンゲン駅、ブルガウ駅のリレー式信号扱い所は電子式信号扱い所に改築された。フライハルデン駅には渡り線が設置され、自動閉塞区間の距離は高速運転に対応することとなった。

## 運行形態

### 遠距離輸送
- ICE 11: ハンブルク・アルトーナ - ベルリン - ライプツィヒ - エアフルト - フルダ - フランクフルト - マンハイム - シュトゥットガルト - ウルム - アウクスブルク - ミュンヘン。120分間隔。
- ICE 42: (ハンブルク・アルトーナ - ブレーメン - ミュンスター) ドルトムント - エッセン - デュースブルク - デュッセルドルフ - ケルン - フランクフルト空港 - マンハイム - シュトゥットガルト - ウルム - アウクスブルク - ミュンヘン。120分間隔。
- ICE 60: カールスルーエ - シュトゥットガルト - ウルム - アウクスブルク - ミュンヘン (- ザルツブルク)。120分間隔。
- EC 62: フランクフルト/ザールブリュッケン - シュトゥットガルト - ウルム - ギュンツブルク - アウクスブルク - ミュンヘン - ザルツブルク (- クラゲンフルト/グラーツ/リンツ)。120分間隔。

### 地域輸送
アウクスブルク - ディンケルスシェルベン区間はアウクスブルク運賃運輸連合 (Augsburger Verkehr- und Tarifverbund, AVV) により管轄されている。ネルシンゲン - ウルム区間ではドナウ＝イラー運輸連合社 (Donau-Iller-Nahverkehrsverbund GmbH、DING) の料金システムが適用されている。
- 快速列車 (RE 9): ミュンヘン - アウクスブルク - ディンケルシェルベン - ブルガウ - ギュンツブルク - ノイウルム - ウルム。60分間隔。ゴーアヘッドドイツ法人運営。
- 快速列車 (as): 私設鉄道アギリス所属。ウルム - ギュンツブルク - ドナウヴォェルト - インゴルシュタット - レーゲンスブルク (- ランツフット)。120分間隔(週末、祝日のみ)。使用車両はDB440形電車。
- 普通列車 (RB 86): (ミュンヘン - )アウクスブルク - オーバーハウゼン - ゲッサーツハウゼン (- ディンケルシェルベン)。60分間隔。ゴーアヘッドドイツ法人運営。
- 普通(ag): ウルム - ノイウルム - ネルジンゲン - ギュンツブルク - ドナウヴォェルト - インゴルシュタット - (インゴルシュタット北駅) / (レーゲンスブルク - ランツフット)。60 / 120分間隔。私設鉄道アギリス所属。使用車両はDB440形電車。